# Уоткинс, Сид
Эрик Сидни (Сид) Уоткинс (англ. Eric Sidney Watkins, 6 сентября 1928, Ливерпуль, Великобритания – 12 сентября 2012) — британский врач-нейрохирург, профессор, президент Института автоспортивной безопасности Международной автомобильной федерации (FIA), офицер ордена Британской империи. В 1978—2005 гг. глава медицинской команды на Гран-при Формулы-1.

## Ранняя карьера
Сид Уоткинс родился в Ливерпуле (Великобритания). Отец Уоллес Уоткинс первоначально был шахтёром из Глостершира до тех пор, пока не переехал в Ливерпуль во время Великой Депрессии, где он открыл небольшой бизнес по ремонту велосипедов. В дальнейшем он стал ремонтировать и автомобили. Сид Уоткинс работал в гараже у своего отца до 25 лет.
В 1956 году он окончил Ливерпульский университет с присвоением степени «Доктор медицины». В университете он занимался исследованиями влияния тепла на мыслительную деятельность человека. Эта работа позже оказалась полезной в его работе в автогонках.
После окончания университета он 4 года служил в Королевском армейском медицинском корпусе в Западной Африке. Именно здесь он впервые принял участие в автогонках — на Западно-африканское ралли 1955 года за рулём Ford Zephyr Zodiac. Он сошёл с дистанции после первого спецучастка.
В 1958 году он вернулся в Великобританию и начал работать нейрохирургом в больнице Радклифф в Оксфорде. В 1961 году он провёл свой первый автоспортивный этап в медицинской роли в картинговой гонке на трассе «Брэндс-Хэтч». В дальнейшем он работал в свободное время гоночным врачом на трассе «Сильверстоун».
В 1962 году Уоткинс стал профессором нейрохирургии в Нью-Йоркском университете. Он переехал из Великобритании в г. Сиракузы (штат Нью-Йорк, США). Уоткинс продолжил интересоваться автогонками и в Нью-Йорке, недалеко от которого расположен автодром «Уоткинс-Глен».
В 1970 году он вернулся в Англию и стал главным нейрохирургом в Лондонском госпитале. Вскоре он был приглашён в медицинскую группу при Автоспортивной ассоциации Великобритании (RAC).

## Карьера в Формуле-1
В 1978 году исполнительный директор Федерации конструкторов Формулы-1 (FOCA) Берни Экклстоун предложил Сиду Уоткинсу должность официального гоночного врача Формулы-1. Уоткинс согласился и дебютировал в этой роли на Гран-при Швеции. Вне уик-эндов Формулы-1 он продолжил работать в Лондоне в своей прежней должности.
Первоначально его назначение было встречено враждебно представителями некоторых автодромов. В то время, медицинское оборудование на автодромах, как правило, практически отсутствовало.
На Гран-при Италии 1978 года пилот команды Lotus Ронни Петерсон попал в тяжёлую аварию на старте гонки. Его болид загорелся. Клей Регаццони, Патрик Депайе и Джеймс Хант вытащили шведа из обломков. Когда к месту аварии прибыл Сид Уоткинс, то итальянская полиция не дала ему оказать первую помощь Петерсону. Машина скорой помощи прибыла только через 18 минут. Ронни был доставлен в госпиталь, где умер на следующий день.
На следующую гонку Уоткинс потребовал, чтобы Экклстоун предоставил ему анестезиолога, медицинский автомобиль и вертолёт. Все требования были выполнены. Более того, было решено, что медицинский автомобиль (с Уоткинсом внутри) будет сопровождать пелотон на первом круге, чтобы в случае аварии на старте немедленно быть на месте и в случае необходимости сразу же оказать медицинскую помощь.
В 1981 году Международная федерация автоспорта (FISA) учредила Медицинскую комиссию, президентом которой был избран Сид Уоткинс.
В 1987 году в Имоле на свободной практике перед Гран-при Сан-Марино в повороте «Тамбурелло» в тяжёлую аварию попал Нельсон Пике. Бразилец получил черепно-мозговую травму и был на вертолёте доставлен в госпиталь, откуда, однако, бежал на следующий день. Он хотел принять участие в гонке, но Уоткинс не дал ему разрешения принять участие в Гран-при. Пике протестовал, но руководство приняло сторону Сида Уоткинса. Много лет спустя Нельсон Пике признал, что профессор был прав.
FIA признаёт, что именно Уоткинсу принадлежат значительные заслуги в модернизации медицинских стандартов в Формуле-1 и в сохранении множества жизней, например, Дидье Пирони в 1982 году и Рубенса Баррикелло в 1994 году.
На Гран-при Австралии 1995 года в Аделаиде именно быстрые и правильные действия Уоткинса спасли жизнь Мике Хаккинену. У финна дважды останавливалось сердце. Сид Уоткинс прямо на трассе сделал ему трахеотомию. Этот случай профессор считает самым лучшим за всю свою карьеру.
В 1996 году Сид Уоткинс был награждён Премией Марио Андретти за медицинское мастерство, а в 2002 году стал членом ордена Британской империи.
8 июля 2004 года в Ливерпульском университете профессору Уоткинсу была присуждена почётная докторская степень. В декабре 2004 года он стал президентом Института автоспортивной безопасности, учреждённого в честь столетней годовщины основания FIA.
20 января 2005 года Уоткинс объявил о своей отставке с его различных медицинских должностей в FIA. Он решил сохранить за собой только пост президента Института автоспортивной безопасности FIA. Президент FIA Макс Мосли назначил его преемником Гэри Хартстейна — профессора анестезиологии и реаниматологии, который был помощником Уоткинса с 1997 года. Мосли отметил: «Профессор Уоткинс внёс уникальный вклад в повышение стандартов безопасности и медицинского обслуживания во всём автоспорте».
Каждый год Фонд автоспортивной безопасности проводит Уоткинсовские чтения, которые проходят на шоу британского журнала Autosport в Национальном выставочном центре в Бирмингеме. В чтениях участвуют известные в автоспорте личности, такие как Макс Мосли и Росс Браун. В 2007 году с докладом выступил сам Уоткинс.
Уоткинс написал несколько книг об автоспортивной безопасности. Наиболее известная его книга — «Жизнь на пределе: Триумф и трагедия в Формуле-1» (англ. Life at the Limit: Triumph and Tragedy in Formula One, 1996 год, ISBN 0-7603-0315-0).

## Личная жизнь
Уоткинс был женат три раза. Имеет четверых детей: сыновей Сида и Алистера и дочерей Джессику и Марту. Также воспитывал двух пасынков Мэттью и Энтони — детей его третьей жены Сьюзан от первого брака.
У Уоктинса 9 внуков.
Курил, любил выпить виски. Одним из хобби Уоткинса была рыбалка.